# Obwodnica Pruszcza Gdańskiego
Obwodnica Pruszcza Gdańskiego – obwodnica miasta Pruszcz Gdański o długości 2,417 km, budowana od 8 marca 2010 i oddana do użytku 16 grudnia 2011. Przebiega w północnej części miasta, od skrzyżowania ul. Grunwaldzkiej (drogi krajowej nr 91) z ul. Przemysłową, do oddanego do użytku na przełomie października i listopada 2011 ronda na ul. Kopernika, gdzie łączy się z drogą wojewódzką numer 226. Na trasie obwodnicy wraz z trzema skrzyżowaniami, drogą serwisową, ciągami pieszymi oraz rowerowymi powstał 218-metrowy wiadukt nad torami kolejowymi (Linia kolejowa nr 9) i most na rzece Raduni. Wykonano też renowację rowów melioracyjnych oraz wzmocniono brzegi rzeki. Na skrzyżowaniu z ulicą Grunwaldzką zainstalowano sygnalizację świetlną, która została uruchomiona 5 października 2012. Zbudowany układ drogowy ma na celu rozładowanie korków w centrum Pruszcza Gdańskiego i ułatwienie komunikacji w kierunku rozbudowującej się wschodniej części miasta. W celu jego optymalnego wykorzystania zbudowane zostały ulice PCK (koszt: 4.169.222 zł, oddana do użytku z całym układem drogowym 2 stycznia 2013) oraz Podmiejska (koszt: 6.288.869 zł, oddana do użytku w końcu maja 2013), łącząca obwodnicę z dworcem kolejowym.
Całkowity koszt inwestycji wynosił 61 mln zł, w tym dofinansowanie ze środków unijnych 25 mln zł, jesienią 2011 zwiększone o kolejnych 6 milionów zł. Długość obwodnicy wynosi 2417 metrów. Termin zakończenia prac budowlanych został przyspieszony w porównaniu do pierwotnych planów (początkowo był on wyznaczony na marzec 2012).

Na mocy Uchwały Nr XLIII/419/2014 Rady Miasta Pruszcz Gdański z dnia 6 czerwca 2014 r. obwodnica otrzymała nazwę - ulica NSZZ Solidarność.
Od 15 do 30 października 2016 wykonana została gwarancyjna naprawa nawierzchni obwodnicy.
Od 7 maja 2012 przez obwodnicę skierowano linię autobusową N5 (początkowo dwukierunkowo aż do ul. Obrońców Westerplatte). Obecnie (od 15 grudnia 2014) kursuje nią także linia 200.